# تلخون حمزوی
تلخون حمزوی (زادهٔ ۱۹۷۹ تهران) یک کارگردان ایرانی - سوئیسی است. وی برای فیلم پروانه، به همراه اشتفان ایشنبرگر نامزده دریافت جایزه اسکار بهترین فیلم کوتاه از هشتادو هفتمین دوره این مراسم شده‌است.

## زندگی و فعالیت حرفه ای
حمزوی در سال ۱۹۷۹ در تهران متولد شد و در هفت سالگی به سوئیس مهاجرت کرد. وی دارای مدرک فوق لیسانس فیلم‌سازی از دانشگاه هنر زوریخ است. او فعالیت حرفه‌ای خود در زمینه فیلمسازی را از سال ۲۰۰۴ و با فیلم وقتی پرده می افتد (آلمانی: Wenn der Schleier fällt) آغاز کرد. او با فیلم کوتاه پروانه و در کنار اشتفان ایشنبرگر در چند جشنواره خارجی شرکت کرد  و با این فیلم، علاوه بر نامزدی جایزه اسکار بهترین فیلم کوتاه، موفق به کسب جایزه اسکار دانشجویی بهترین فیلم کوتاه خارجی در سال ۲۰۱۳ در شهر لس‌آنجلس شد.